# 芭芭拉·奧乃格
芭芭拉·奧乃格（英語：Barbara Honegger，？年—）是美國記者和作家，曾在雷根政府時期擔任白宮政策分析師。

## 生平
出生於加利福尼亞州漢福德。畢業於史丹佛大學。
1980年，奧乃格在隆納·雷根的競選活動中工作。在雷根政府時期，奧乃格先後擔任過白宮政策分析師和司法部民權司特別助理。1983年，辭去在司法部的職務。1989年，奧乃格出版了其著作《十月驚喜》（October Surprise），談及了有關伊朗人質危機事件的內幕。
1995年至2011年間，她在美國海軍研究生院擔任高級軍事記者。
奧乃格是九一一真相運動的參與者。她認為：「在世貿中心和五角大廈內預先放置炸藥是真實發生的事，沒有任何外來恐怖份子可以襲擊我們。這是內鬼所為。」
2016年，以獨立人士身分參選加州第二十國會選區的眾議員。

## 外部連結
- 芭芭拉·奧乃格在互联网电影资料库（IMDb）上的資料（英文）
- 在《美國先驅論壇報》上的專欄 （页面存档备份，存于） （英文）